# Елбрус
Вижте пояснителната страница за други значения на Елбрус.
Елбру́с (на руски: Эльбрус; на кабардино-черкезки: Iуащхьэмахуэ; на карачаево-балкарски: Минги Тау; букв. – „вечната планина“) е най-високият планински масив и връх (5642 м) в Русия и съответно в планинската система Голям Кавказ. Съществува неофициален спор за това дали Елбрус е най-високият връх в Европа или тази чест се пада на Монблан (4810 м) в Алпите. Това зависи от определянето на границата между Европа и Азия, като в последните години по-популярната теория е, че Елбрус попада в територията на Европа.

## Местоположение и физикогеография
Елбрус се намира в Кавказ на територията на Република Кабардино-Балкария в Руската федерация – на 1,5 км от границата с Карачаево-Черкезия, на 10 км от границата с Грузия, на около 40 км от границата с Абхазия, на 65 км от гр. Кисловодск в Ставрополския край на Русия, на 120 км от Сухуми (столицата на Абхазия), на 220 км от черноморския курорт и пристанище Сочи и на 255 км от Тбилиси. Смята се, че при Елбрус е границата на Европа с Азия.
Масивът представлява неактивен от 2000 години андезитов вулкан с 2 върха: Западен с височина 5642 м и Източен – 5621 м. При втория има кратер с диаметър около 200 м и дълбочина към 50 м. Алпинисти съобщават, че от време на време тук се усеща миризма на сяра. Масивът Елбрус се извисява над долината Баксан (ок. 2000 м) и протичащата през нея река Баксан. Той има красиви водопади, планински езера и около 50 ледника (Болшой и Малий Азау, Терскол и т.н.) с обща площ 134,5 км2. Известни, особено сред алпинистите и скиорите, са проломите Адълсу, Шхелди, Адърсу, масивите Донгузоруна, Ушби и др. От вечната ледена шапка на върха с 22-та си глетчера водят началото си реките Кубан, Баксан и Малка. На планинския масив Елбрус са построени астрономически и метеорологически обсерватории, научноизследователски, спортни и почивни станции и съоръжения, санаториуми и хотели.
Най-много самолетни полети има до сравнително близкото международно летище в гр. Минералние води. Редовни директни полети от Москва кацат и на летището в столицата на Кабардино-Балкария гр. Налчик, като и до двата града руските железници поддържат редовна връзка. Най-близкото населено място до връх Елбрус е Терскол. До него има редовна минибусна линия, то е на 2 км от най-ниската лифтова станция „Поляна Азау“, отстояща на около 12 км от Елбрус. До лифтовата станция през долината Баксан има добър асфалтов път – той минава през Терскол и село Тегенекли (на 8 км от Тераскол), през село Елбрус (на 11 км от Тераскол), покрай отклонението за с. Верхний Баксан (селото е на 21 км от Тераскол) и през най-голямото селище в долината – административният център на Елбруски район гр. Търнъауз (рус. Тырныауз) който отстои на: 39 км от Терскол, 77 км от столицата гр. Налчик и 135 км от курортния и транспортен център гр. Минералние води в Ставрополския край на Русия. Удобен начин да се стигне до долината е с нает бус или кола от Налчик (2,5 часа) или Минералние води (3,5 часа).

## Туристически ресурси
Планината и върхът са достъпно и много популярно място за туризъм. Националният парк „Приелбрусие“ в подножието на върха е най-известният и най-голям ски курорт в Русия, високата част и проломите подобно на Хималаите привличат хиляди трекинг туристи и алпинисти от цял свят. Местата за настаняване основно са в долината Баксан, наречена на планинската река, която протича през нея. Тук се предлагат от обикновени квартири до хотели и вили със стаи от две до четири звезди.
Кавказците се гордеят с построения в 2001 г. на височина 4130 м, на около 4,5 км от върха хотел, наречен според планинарската традиция „Заслон на единадесетте“ (Приют 11) с 50 места в 12 стаи с 4 до 6 легла. Това е най-високо разположеният хотел в света, втори в света е хималайският хотел Everest View на 3380 м под връх Еверест, а трети е Machu Pichu Sanctuary Lodge на 2430 м в Андите до руините на Мачу Пикчу. Трябва все пак да се отбележи, че за разлика от другите два обекта, които са истински луксозни хотели, този под Елбрус наистина е само голям алпийски заслон с външни тоалетни, без вода и редовно електроснабдяване, в който туристите сами готвят храната си на инсталираните газови котлони, използвайки донесените от самите тях продукти.
По южния склон е изградена цяла система от кабинкови и седалкови лифтове, и дори фуникулар (зъбчата железница). Най-високо достига построеният между 1959 и 1976 г. шесткилометров лифт от поляна Азау на 2300 м до хижа Гарабаши (Варелите, на руски: Бочки) на височина 3750 м. Хижата представлява кухня и 12 отоплявани жилищни контейнера (цистерни, облицовани отвътре с дърво, състоящи се от преддверие с тоалетна, сектор с маса и столове, и шестместна спална част) и е на около 1,5 км под Приют 11.
Туристическите пътеки и маршрути в планината са многобройни и разнообразни. Някои от тях са сериозно предизвикателство и за тренирани алпинисти, но повечето са удобни и относително леснодостъпни. Обичайният подход започва от горната станция на лифта и продължава през ледниците направо към върха. За разлика от други маршрути, този не представлява техническа трудност – по него няма сериозни пропасти, пукнатини в ледниците, скални стени или други препятствия, за които е необходима специална алпинистка подготовка, но трябва да се отчитат тежкият заледен терен, голямата разлика в надморската височина и честите силни ветрове. Не е необичайно от втората половина на юли до края на август групи от до 100 души всеки ден да покоряват Елбрус именно по него. По алпинистката класификация Елбрус е със степен 2А снежно-ледова, а покоряването на двата му върха – 2Б. Има и други по-сложни маршрути, например Елбрус (З) по С-З ребро 3А и т.н.
През зимата върхът става особено опасен и годишно тук загиват от 15 до 35 души, обикновено лошо екипирани и зле организирани туристи, поемащи авантюристични рискове.

### Изкачване на Елбрус
Изкачването през лятото практически е широко достъпно. Лифтът от поляна Азау на 2300 м през станция „Старий кругозор“ на 2950 м и станция „Мир“ на 3500 м достига до хижа Бочки на височина 3750 м. В най-високата си част лифтът е седалков и преодолява разстоянието за около 15 минути, като работи от 9:00 до 15:00 часа, ако метеорологичните условия позволяват. От там с моторна шейна (за около 100 евро в 2008 г.) се достига до „Приют 11“ на височина 4130 м или (за около 150 евро в 2008 г.) до скалите „Пастухов“, представляващи застинали образувания от лава на 4700 м. Разстоянието може да се преодолее и пеша за 90 минути до „приюта“ и още 2 часа до скалите. Следват Ледено поле, наречено „Зимой“, заснежената „Наклонена лавица“ (рус. „Косая полка“) на 5000 м и „Седловината“ между двата върха на 5322 м. Над последната се въздигат на около 300 м Източният и Западният Елбрус. Преходът от скалите Пастухов до Косая полка отнема 2 часа; от Косая полка до Седловината е 2 часа; а от последната до кой да е от двата върха още 2 часа или общо 6 часа, като не по-малко време трябва да се предвиди и за връщане. Затова опитните планинари след необходимата аклиматизация се стремят да започнат щурма към 2:00 часа сутринта. Нормално е трекингът да се прави с местен планински водач. Трябва да се внимава за пукнатини в леда и да не се допуска отклоняване от маршрута в опасния околен терен.

### Необходими документи
За посещаващите района чужденци са необходими следните документи, като липсата на някои от тях може да доведе до сериозни глоби:
- „Открит лист за гранична зона“ – обикновено се организира от пътническата агенция (която осигурява и планинския водач за изкачването) или се издава за ден-два от гранични войски (погранотряд) в гр. Налчик на ул. „Кабардинская“ 192 между 9:00 и 13:00 часа след представяне на: паспорт с валидна виза, заверен формуляр за кандидатстване на одобрена от руското МВнР организация и маршрутен лист. Издаденият открит лист трябва да се регистрира в граничния пост при алпийската база Баксан;
- „Талон за влизане в Национален парк Приелбрусие“ – издава се от планинската служба в село Елбрус срещу малка такса;
- „Регистрация на чужденец“ – прави се в МВР отдела за визи и регистрации в гр. Търнъауз (рус. Тырныауз), цената му в 2008 г. е 2 евро, обикновено става заедно с регистрацията в хотел в долината.

## История
В античността масивът е познат като Стробилус (от лат. Strobilus – шишарка и гр. Strobilos – спираловиден обект, шишарка) – име, използвано от древните като паралел на вулканичната форма с ботаническия термин. Митологията го посочва като мястото, където Зевс е приковал Прометей заради това, че е открил на хората тайните на огъня и мореплаването.
В 1813 година от руския академик В. К. Вишневский за пръв път е измерена височината на върха.
Първото му изкачване е на 10 юли 1829 г. (покорен е източният връх) от карачаевеца Хилар Хачиров – местен водач на първата експедиция, наричан в някои източници и Килар или Хилар Хаширов. Експедицията е руска от над 1000 души. Тя е ръководена от генерал Г. А. Емануел, началник на Кавказката укрепена линия. В експедицията участват: академик Адолф Купфер (геофизик, геолог, основател на Главната физическа обсерватория в Петербург), физикът Емилий Ленц, зоологът Едуард Минетрие (основател на Русското ентомологическо общество), ботаникът Карл Майер (впоследствие академик и директор на ботаническата градина на Руската академия на науките), художникът-архитект арх. Иосиф Бернардаци, унгарският учен Янош Бессе и още 650 войници и 350 линейни казаци.
Западният, по-висок връх е покорен в 1874 г. от 86-годишния водач (отново балкарец) Ахия Сотаев и английска група алпинисти: ръководителят Ф. Крауфорд Гроув (F. Crauford Grove), Фредерик Гарднър (Frederick Gardner), Хорас Уокър (Horace Wallker) и швейцарският катерач Петер Кнубел (Peter Knubel). Ахия Сотаев участва още в първата експедиция от 1829 г. и достига до „Седловината“, но там е принуден да се върне, за да помогне на двама повалени от планинска болест членове на експедицията. Той изкачва източния връх на 31 юли 1868 г., водейки английска експедиция на кралския клуб.
Първото българско изкачване на върха е през лятото на 1937 г. от Август Кабакчиев. Тогава изкачва Западен Елбрус, а през лятото на 1938 г. и Източен Елбрус.
В август 1942 г. под командването на хауптман Грот 100 егери от немската алпийска военна част „Еделвайс“, формирана от ген. Конрад (самият той също алпинист) сред егерите от 1-ва и 4-та планинска дивизии, разоръжават съветската застава от 13 бойци, разположена в хижата наречена „Приют 11“, но не ги вземат в плен, а като им дават дневните дажби храна ги прогонват от върха. След неуспешен щурм на върха на 20 август, на 21 август 1942 г. две групи: едната от 16 алпинисти, командвана от Грот и другата от още 5 алпинисти, командвани от хауптман Геммерлер заедно с фотографа Андрес Фелд от 4-та дивизия, достигат върха и издигат знамето на Райха и вимпела на 4-та дивизия, като проходът под върха Хоти-тау е преименуван на „Генерал Конрад“. След няколкомесечна кръвопролитна битка 10 000-та немска група е победена от съветските войски и на 13 февруари 1943 г. алпинистите Николай Гусак, Александр Сидоренко, Евгений Белецкий, Евгений Смирнов, Габриел и Бекну Хергиани издигат над Западния връх съветското знаме. На 17 февруари група в състав Любов Коротеева, Владислав Лубенец, Александр Гусев и кинооператорът Никита Петросов се качва и на Източия връх.
В 1956 г. е поставен алпийски рекорд – 400 души масово се изкачват на върха в чест на 400 години от освобождаването на Кабардино-Балкария от Отоманско владичество в 1556 г. от руските войски и обособяването на автономността ѝ.
В 1997 г. върхът е покорен и с джип Лендроувър, което става световен рекорд, записан и в Книгата на Гинес.
Тук е поставен и още един световен рекорд. На височина 4130 м е построен най-високо разположеният в света хотел. Хотелът е завършен в 2001 г. на мястото на дизеловия агрегат на съществувалата тук от 1932 г. до 1998 г. хижа. Той също като нея се нарича „Приют 11“ на името на лагера, дадено от Р. Р. Лейцингер (председател на Кавказското планинско общество) в 1909 г., когато той пренощува тук под Елбрус с група ученици.

## Топографски карти
- Лист от карта K-38-13 г. Эльбрус. Мащаб: 1 : 100 000. Укажете датата на издаване/състоянието на местността.
- Лист от карта K-38-14 Тырныауз. Мащаб: 1 : 100 000. Укажете датата на издаване/състоянието на местността.
- Лист от карта K-38-25 Сгуриши. Мащаб: 1 : 100 000. Укажете датата на издаване/състоянието на местността.
- Лист от карта K-38-26 Местиа. Мащаб: 1 : 100 000. Укажете датата на издаване/състоянието на местността.